# Per Kjellson
Per Kjellson, född 19 januari 1952, död 1 november 2021, var en svensk jurist som var lagman i Västerås tingsrätt från 1998 till den upphörde 2001 och var sedan lagman i Västmanlands tingsrätt från dess start till 2018.
Kjellson utsågs till rådman i Köpings tingsrätt 14 mars 1991. Han utsågs till lagman i Västerås tingsrätt 2 oktober 1997 och parallellt även i Sala tingsrätt 18 november 2000. När tingsrätterna slogs samman 1 april 2001 och uppgick i Västmanlands tingsrätt blev han dess första lagman.